# 테레사 웨이만

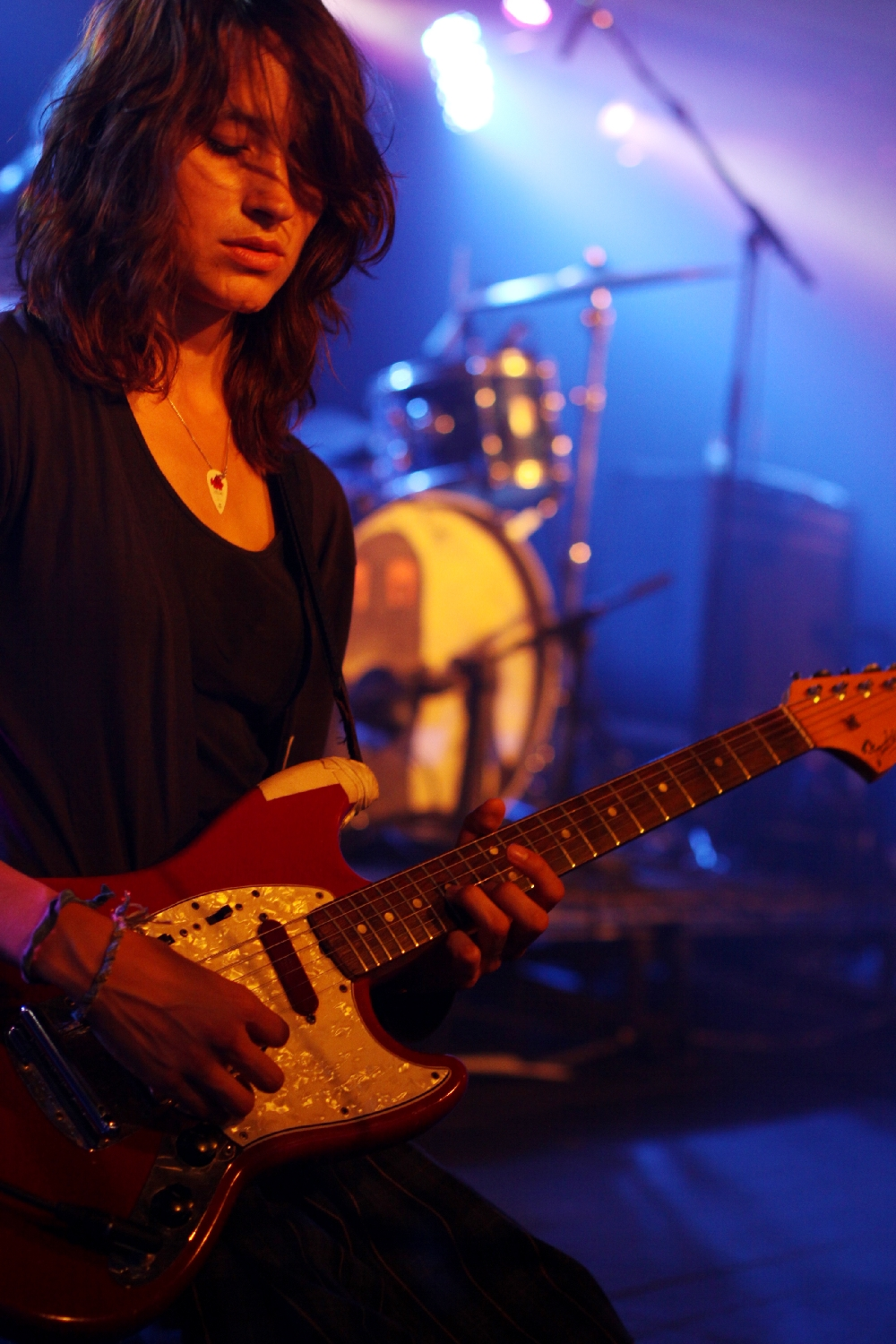

테레사 웨이만(Theresa Wayman, 1980년 6월 23일 ~ )은 미국의 싱어송라이터, 작곡가, 배우, 피아노 연주자, 영화배우, 기타 연주자이며 예명은 TT이다.
미국 오리건주 유진에서 태어났다.

## 영화
- 피트 스몰스 이즈 데드 (2010년)
- 뒤로 가는 연인들 (2002년)